# باغ درق
باغ درق هي قرية في مقاطعة خوي، إيران. يقدر عدد سكانها بـ 739 نسمة بحسب إحصاء 2016.